# Хамадан
Хамадан или Хамедан (на персийски: همدان) (староперсийски: Haŋgmetana, Екбатана) е древен град в Западен Иран, столица на провинция Хамадан. Населението на града надминава 550 хил. жители през 2005, но след преброяването на населението от 2006 г., населението му е 473 149 души в 127 812 семейства.

## История
Хамадан е сред най-старите ирански градове и един от най-старите в света. Възможно е градът да е бил окупиран от асирийците през 1100 г. пр.н.е., а според древногръцкия историк Херодот този град бил столица на мидийците около 700 г. пр.н.е.. Служи за лятна столица на Ахеменидите и разполага с украсени със скъпоценности и благородни метали палати. Градът е важна спирка от инфраструктурата на търговския Хорасански път. В Хамадан три дни прекарва ибн Фадлан по време на описаното от него пътешествие до Волжка България през 921 г.

## География и стопанство
Хамадан се намира в зелен планински район, в полите на 3574-метровата планина Алванд в средната западна част на Иран. Градът е на 1850 m над морското равнище. Повечето от населението на града са персийци, но има доста жители азербайджанци. Хамадан е известен със синия си порцелан. Специалният исторически характер на този стар град, който се намира на около 360 км югозападно от Техеран привлича туристи.

## Забележителности
Основните символи на този град са надписът Ганджнаме, паметникът на Авицена и паметникът на Баба Тахер.
Днес в Хамадан могат да се видят и:
- сградата „Гонбад Алавиан“,
- гробницата на философа Авицена и
- храмът на Ещер Мордехай.